# Laura Spencer Horton
Laura Spencer Horton (meestal gewoon Laura Horton) is een personage uit de soapserie Days of our Lives. De rol werd al door verschillende actrices gespeeld en Susan Flannery speelde de rol het langst. Het populaire personage werd in 1980 uit de serie geschreven en keerde pas in 1993 terug met actrice Jaime Lyn Bauer. Ze speelde de rol op contractbasis tot 1998. Toen de verhaallijn met Kristen Blake eindigde kwam Laura nog maar zelden aan bod. Ze werd voor het laatst gezien op de trouw van John Black en Marlena Evans en verdween dan zonder uitleg uit de serie. In 2003 keerde ze kort terug naar Salem voor het huwelijk van haar dochter Jennifer met Jack Deveraux. In 2010 keerde ze andermaal terug, deze keer voor de begrafenis van Alice Horton.

## Personagebeschrijving

### Mickey & Bill
Laura Spencer kwam in 1966 naar Salem. De jonge psychiater begon te werken in het ziekenhuis van Salem en Bill Horton was meteen tot haar aangetrokken. De twee verloofden zich, maar nadat er tuberculose werd vastgesteld in Bill zijn hand en hij dacht dat hij nooit dokter kon worden verliet hij Salem en verbrak de verloving. In de zomer van 1967 werd Laura aangeduid om de gemoedstoestand van Susan Martin te evalueren nadat zij haar man David Martin had vermoord. Mickey verdedigde Susan en hierdoor bracht hij veel tijd door met Laura en de twee werden verliefd en ze trouwden in december 1968. Bill, die inmiddels terug in Salem was, werd jaloers en in een dronken bui verkrachtte hij Laura. De volgende dag kon hij zich niets meer herinneren en Laura zei hem dat er niets gebeurd was. Kort daarna ontdekte Laura dat ze zwanger was. Ook haar schoonvader Tom Horton ontdekte dit en nadat hij ook een rapport had gezien over zijn zoon Mickey, waaruit bleek dat hij steriel was, confronteerde hij Laura hiermee. Ze biechtte op dat Bill haar verkracht had en samen besloten ze om dit alles geheim te houden om onrust in de familie te vermijden.
In haar achtste maand kreeg Laura een auto-ongeval waardoor ze vroegtijdig moest bevallen met een keizersnede. Ze noemde het kind Michael Horton, naar zijn vader. Bill had inmiddels ontdekt dat hij de vader van het kind was maar besloot te zwijgen. Kitty Horton, de ex-vrouw van Tommy, had een tape waarop een gesprek stond tussen Laura en Tom. Bill ging naar haar appartement om deze af te nemen. Later werd Kitty dood teruggevonden. Bill weigerde te zeggen waarom hij op haar appartement was om zijn broer te sparen en werd naar de gevangenis gestuurd. Later kwam aan het licht dat Kitty aan een hartaanval overleden was en Bill ging vrijuit.
In 1970 kregen Laura en Mickey huwelijksproblemen en ze gingen tijdelijk uit elkaar. Mickey had intussen een verhouding met zijn secretaresse Linda Patterson. Eind 1970 kwamen ze terug bij elkaar. Nadat Mickeys affaire met Linda openbaar gemaakt werd door Linda stond er een nieuwe crisis voor de deur maar ze besloten getrouwd te blijven voor hun zoon Mike. In 1972 ontdekte Laura dat Bill naar de gevangenis gegaan was om zijn broer te sparen en werd opnieuw verliefd op hem. Laura wilde van Mickey scheiden en toen Mike een gesprek afluisterde tussen hen liep hij de straat op en werd door een auto aangereden. Mike overleefde dit en Laura besloot opnieuw om omwille van haar kind bij Mickey te blijven.
In 1973 ontdekte Mike dat Mickey een affaire had met Linda en gaf zijn vader de volle lading waarop Mickey een hartaanval kreeg. Bill opereerde hem en redde zijn leven. Mickey kreeg daarna een beroerte waardoor hij aan geheugenverlies leed. Hij wist niet meer wie hij was en verliet Salem. Nu Mickey weg was stond niets Laura en Bill nog in de weg. Dat dachten ze althans. Laura was nog steeds getrouwd met Mickey en hij kon pas na zeven jaar officieel dood verklaard worden.
Mickey was op een boerderij beland en werd verliefd op de kreupele Maggie Simmons. Nadat hij Maggie wilde laten opereren in het ziekenhuis van Salem werd hij verenigd met zijn familie, al kreeg hij zijn geheugen daar niet mee terug. Mickey scheidde van Laura om bij Maggie te kunnen zijn. Laura trouwde nu met Bill. Nadat Mike een auto-ongeluk had op de boerderij van Maggie moest hij bloed krijgen. Mickey en Laura gaven beiden bloed, maar toen bleek dat de bloedgroep van hen beiden niet overeenkwam met die van Mike realiseerde Mickey zich dat hij niet de vader kon zijn van Mike. Hij doorzocht de medische dossiers en kwam tot de constatatie dat Bill de vader was van Mike, waarop hij eindelijk zijn geheugen terug kreeg. Mickey was woedend en kocht een geweer om zijn broer te vermoorden. Mickey en Bill vochten en Mickey schoot Bill in de arm. Mickey werd opgenomen in de instelling Bayview Sanitarium. Laura was inmiddels opnieuw zwanger van Bill en beviel op 11 september 1976 van een dochter, Jennifer. Laura kreeg een postnatale depressie maar kon die overwinnen met de steun van haar man en dokter Marlena Evans. Nadat Bill een verhouding begon met een collega herviel Laura echter opnieuw. Laura begon stemmen te horen en zag de geest van haar overleden moeder. Haar moeder probeerde haar ervan te overtuigen zelfmoord te plegen en Laura probeerde zich op te hangen, maar werd op het nippertje gered door Bill. Laura was helemaal de weg kwijt en werd opgenomen in een instelling waar ze tot 1993 zou verblijven.

### Laura's terugkeer
In 1993 kreeg Laura bezoekjes van Kate Roberts. Laura was zich bewust van wat er zich rondom haar afspeelt, maar werd gedrogeerd om haar in een catatone toestand te houden om zo de Hortons geld af te persen. Vivian Alamain belandde in dezelfde instelling nadat ze Carly Manning levend begraven had. Kate was de aartsvijand van Vivian en ze werd nieuwsgierig waarom ze Laura bezocht. Vivian zorgde ervoor dat haar trouwde bediende Ivan Marais in de instelling kwam werken nadat ze een gesprek tussen de dokters afluisterde en ontdekte dat Laura gedrogeerd werd. Ivan zorgde ervoor dat Laura niet meer gedrogeerd werd en ze kwam langzaam uit haar catatone toestand. Vivian ontsnapte uit de instelling om te kijken wat er in Salem gaande was en werd gezien door Kate. Zij rapporteerde dit aan de instelling en Vivian zou een lobotomie krijgen. Laura kon uit haar kamer ontsnappen en redde Vivian. Dan brak er brand uit en de instelling brandde helemaal af. Vivian hield Laura nog verborgen bij haar thuis tot ze volledig hersteld was.
In het proces op de moord op Curtis Reed werd Kate als getuige opgeroepen en ze verklaarde dat ze hem niet kende, maar dan kwam Laura in de rechtszaal en ze onthulde dat Kate hem wel degelijk kende en dat ze zelfs met hem getrouwd was, waardoor haar huwelijk met Victor Kiriakis ongeldig werd. Later maakte Laura ook nog eens bekend dat haar ex-man Bill de vader was van Kates zoon Lucas Roberts. Kort daarna werd Laura verslaafd aan medicijnen. Ze trok bij haar dochter Jennifer in en in 1994 kwam Mike ook bij hen wonen, nadat hij enkele jaren in het Midden-Oosten had gezeten. Mike zorgde ervoor dat Laura van de pillen afbleef en hielp haar ook met studeren zodat ze haar licentie als psychiater terug kreeg.

### Peter Blake
Laura zag Peter Blake praten met een man aan de dokken en Peter vreesde dat Laura zou ontdekken dat die man een drugsdealer was. Peter riep de hulp in van Daniel Scott, die afspraakjes maakte met Laura en haar kantoor zelfs herschilderde. De verf was echter vergiftigd waardoor Laura slaperig werd. Via een microfoon die Peter in Laura’s kamer had verstopt liet hij haar geloven dat hij Jennifer ging vermoorden. Laura leek opnieuw door te draaien en ze zou opnieuw opgenomen worden in een instelling. Laura was hier bang voor en vluchtte, Vivian hield haar verborgen. Op een avond viel Jennifer in slaap in de kamer van haar moeder en hoorde een verhaal op de radio en ze begon te hallucineren. Jennifer werd in het ziekenhuis opgenomen en Laura ging hier ook naartoe. Toen ze gezien werd probeerde ze te ontsnappen via een brandladder, die echter defect was. Jennifer ging haar moeder achterna en kwam nu ook vast te zitten. Peter kon de dames uiteindelijk redden en leek nu een held. Mike had het kantoor van Laura laten nakijken en dit verklaarde de hallucinaties van Laura en Jennifer. Daniel Scott verliet Salem en Peter besliste dat Laura niet langer een bedreiging was.
Laura ging naar ‘’The Meadows’’ om te herstellen en werd verliefd op een zekere Clarke. Laura gebruikte de schuilnaam Monica en ze wist niet dat Clarke in feite haar ex-schoonzoon Jack Deveraux was. Jack en Laura bedreven de liefde. Pas toen ze terugkeerden naar Salem ontdekten ze de waarheid. Jack trok weer bij Jennifer in en vond dat hij daar het recht toe had omdat hij de helft van het huis bezit. Jack en Laura beslisten om hun korte verhouding geheim te worden, maar Laura werd verliefd op Jack en hoopte dat Jennifer met Peter zou trouwen zodat zij bij Jack kon zijn. Laura had Jennifer wel verteld over Clarke, toen ze nog niet wist wie hij was en Jennifer ging naar hem op zoek.
Peter en Jennifer gingen naar Aremid om te trouwen. Jack probeerde dit te verhinderen, maar toen Peter ontdekte dat Jack Clarke was. Laura was ontzet en Jack ging naar haar kamer om haar te troosten, maar al snel begonnen ze te kussen en toen Jennifer binnen kwam was ze erg verbaasd. Laura biechtte aan haar dochter op dat ze een verhouding had met Jack toen ze niet wist wie hij was. Jennifer trouwde met Peter.
In juni 1996 ontvoerde Stefano Marlena. Rachel dacht dat ze zou weten waar Stefano haar mee naartoe genomen zou hebben en liet zich door Laura hypnotiseren. Rachel onthulde dat Peter betrokken was met Jude St. Clair. Laura confronteerde Peter hiermee, maar besloot dit niet aan Jennifer te vertellen om haar niet te kwetsen.
Peter en Jennifer gingen naar Parijs toen ze vernamen dat er een explosie geweest was waarbij Stefano en Rachel omgekomen waren. Jack ging ook naar Parijs om zijn vrienden te helpen. Jack en Jennifer begaven zich in de ondergrondse tunnels waar Stefano zich verscholen had. Jack vond een paar boeken waar Peters naam in stond en op dat moment liet Peter een bom afgaan om alle bewijzen te vernietigen. Jack en Jennifer konden op het nippertje aan de dood ontsnappen. Toen Jack Daniel Scott in Parijs zag zorgde hij ervoor dat hij een pokerspel met hem speelde. Daniel kon zijn schulden niet betalen en Jack betaalde deze in zijn plaats in ruil voor informatie over Peter. Daniel bekende en Jack vertelde dit alles aan Jennifer, die hem echter niet geloofde. Maar dan vertelde Laura ook wat zij wist over Peter. Uiteindelijk vertelde Daniel aan Jennifer de hele waarheid, ook over het feit dat de verf van Laura’s kantoor vergiftigd was.
Later dat jaar probeerde Peter om Jennifer te ontvoeren, Jack probeerde dit te voorkomen en in een gevecht werd Peter neergeschoten, in het ziekenhuis overleed hij. Salem kwam samen voor de begrafenis van Peter en na de begrafenis zag Laura dat Kristen haar buik tegoei aan het steken was en zag dus dat ze niet echt zwanger was. Laura rende de kerk binnen om dit aan Marlena te vertellen, maar kwam dan oog in oog te staan met Stefano en Peter. Stefano onthulde dat het lichaam in de kist dat van Daniel Scott was en dat hij een latex masker droeg waardoor hij op Peter leek. Stefano nam Laura mee en wilde haar mee het land uitnemen, maar Kristen en Peter vroegen of er geen andere manier was. Dan liet Stefano een van zijn wetenschappers het geheugen van Laura van de laatste dagen wissen en liet haar op een bank in Salem achter en vluchtte samen met Peter de stad uit. Jack belandde in de gevangenis.
Nadat ze gevonden werd in het park werd ze naar huis gebracht. Laura begon te slaapwandelen en begon zich langzaam flitsen te herinneren van wat er gebeurd was. Om te voorkomen dat ze haar geheugen helemaal terug zou krijgen huurde Stefano verpleegster Lynn Burke in om voor Laura te zorgen en haar in het geheim pillen zou geven zodat haar geheugen niet terug zou komen. Maar dit verhinderde het toch niet dat Laura haar geheugen terug kreeg. Ze vertelde dat Peter nog leefde, maar niemand geloofde haar. Laura zei tegen Lynn dat ze haar diensten en pillen niet langer nodig had. Laura wilde bewijzen dat Peter nog leefde door zijn kist op te graven. Toen Kristen dit ontdekte overtuigde ze Vivian Alamain en haar bediende Ivan Marais om haar te helpen de kist op te graven en het lichaam te cremeren. Laura ging naar Kristen en stortte in vanwege de overtollige medicatie die ze van Lynn en Kristen had gekregen. Laura belandde in het ziekenhuis waar Lynn haar medicatie gaf waardoor ze bewusteloos bleef. Susan Banks, die zich voordeed als Kristen overtuigde Lynn echter om de medicatie stop te zetten. Toen Lynn hoorde dat Stefano terug in Salem was en Laura en Marlena wilde ontvoeren kreeg ze medelijden met Laura en hielp haar om uit het ziekenhuis te ontsnappen. Susan, die Marlena en Kristen had opgesloten in een geheime kamer in het Blake-huis organiseerde een bruiloft met John in ware Elvis-stijl. Laura dook op en beschuldigde Susan, van wie ze dacht dat het Kristen was, van de ontvoering van Marlena. Laura sloeg Susan waardoor haar valse tanden in het glas champagne van Vivian belandden. Susan bekende alles en John kon Kristen en Marlena bevrijden uit de geheime kamer. Kristen werd nu ontmaskerd en John verzoende zich met zijn grote liefde Marlena.
Peter keerde eind 1997 terug naar Salem en leed aan de ziekte junglegekte, waardoor hij langzaamaan gek en gewelddadig werd. Jack was inmiddels uit de gevangenis ontsnapt en ging samen met Jennifer op de vlucht. Ze sloten zich aan bij een circus. Peter ging terug naar het DiMera-huis en Stefano hielp hem om Jennifer te vinden en een tegengif te krijgen voor de junglegekte. Stefano dacht dat Laura wel zou weten waar ze waren en besloot om haar af te luisteren. Laura, Maggie en Celeste gingen naar een kuuroord waar Peter zichzelf vermomde als masseur en het afluisterapparaatje op Laura bevestigde. Tijdens een nieuwe aanval van junglegekte vermoordde hij haar bijna. Laura zette een val op voor Peter door hints te geven dat Jack en Jennifer in Dayton, Ohio waren. Kristen had dit gehoord en bracht Peter op de hoogte, die naar Dayton ging. Laura bracht nu ook de politie op de hoogte. Helaas bevonden Jack en Jennifer zich met het circus effectief in Datyon. Jasper hield Jack en Jennifer verborgen en Peter keerde terug naar Salem toen hij de politie gezien had. Het circus stond aan de rand van een faillissement en Jack overtuigde Jasper om naar Salem te trekken.
Bij de aankomst in Salem stuurde Jack tickets van het circus naar Hope. Peter volgde Hope en viel haar aan, maar ze werd gered door Bo. Peter gaf opnieuw een tip aan de FBI die Jack deze keer wel arresteerde. Hij ontvoerde Jennifer en sloeg haar bewusteloos. Toen ze weer bijkwam kon ze ongemerkt ontsnappen in de auto van Jasper, de eigenaar van het circus. Peter achtervolgde haar al snel. Jennifer kreeg een ongeluk en raakte van de weg met haar auto, die later ontplofte. Laura ging de confrontatie aan met Kristen en zwoer dat ze Peter zou vinden en hen beiden zou laten boeten. Nadat ze wegging merkte ze op dat haar voorschrift voor haar medicatie Placiden verloren had, maar schonk er verder geen aandacht aan, het was Kristen die het voorschrift gevonden had. Daarna bezocht ze Jack in de gevangenis. Abe Carver kwam Jack vertellen dat er een vrouwenlijk werd gevonden in de auto waarmee Jennifer reed. Jack weigerde te geloven dat Jennifer dood was tot Abe hem een halsketting liet zien die ze nog van Peter gekregen had.
Jack, Laura en alle anderen in Salem moesten onder ogen zien dat Jennifer dood was en Jack werd uit de gevangenis gelaten om de begrafenis bij te wonen. Peter arriveerde met een geweer en begon te schieten. Dan verscheen Jennifers geest uit de kist. Ze overtuigde Peter om zichzelf aan te geven. Jack werd vrijgelaten en toen hij met Abby naar huis keerde vond hij Jennifer. Ze legde uit dat haar dood en verrijzenis geveinsd werden door de circusmensen om Peter erin te luizen. Peter belandde in de gevangenis.

### Kristen Blake
In februari 1998 werd Kristen dood aangetroffen in haar zwembad. Iedereen in Salem kwam naar de begrafenis om te rouwen voor de goede Kristen die ze vroeger gekend hadden, voor ze met haar plannetjes om John te houden begon. Iedereen was in het zwart gekleed, behalve Laura die in een knalrode outfit.
Abe en Roman hoorden van de lijkschouwer dat Kristen vergiftigd werd met Placiden. Marlena vertelde Roman dat dit de medicatie is die ze aan Laura voorgeschreven had. Marlena en Roman gingen naar het huis van Kristen en vonden daar de pillen van Laura. Tot dan doe dachten ze dat Kristen per ongeluk in het zwembad was beland maar nu werd de zaak heropend en Laura was de hoofdverdachte. Marlena vroeg Laura op de man af of ze Kristen vermoord had. Laura was verbolgen over het feit dat haar beste vriendin haar beschuldigde van moord. Abe en Roman deden een huiszoeking en vonden de jas die Laura droeg op de avond van de moord. Ze hadden een knoop gevonden bij het zwembad die overeenkwam met een knoop van Laura’s jas, maar zij had de ontbrekende knoop er weer aan genaaid. Laura was inmiddels onderweg naar de Penthouse Grill voor het huwelijk van Susan Banks en Edmund Crumb toen ze met haar gedachten ergens anders was en een accident kreeg. Ze werd naar het ziekenhuis gebracht en daarna gearresteerd voor de moord op Kristen. Toen Marlena dit hoorde ging ze naar het politiekantoor, waar Laura haar de huid vol schold en haar verantwoordelijk stelde voor haar arrestatie. Laura bekende dat ze naar het Blake-huis gegaan was en op Kristen had geschoten, maar omdat Kristen geen schotwonde had bleek dus dat Laura onschuldig was. Abe zei echter dat toen ze Kristen niet raakte met haar pistool ze haar vergiftigde met de Placiden. Laura bleef echter volhouden dat ze haar voorschrift al een hele tijd geleden was kwijt geraakt en dat Kristen het waarschijnlijk gevonden had en het zelf gebruikte. Marlena besloot om het lijk van Kristen te laten opgraven om te zien hoelang het al in haar systeem zat.
Intussen begon Celeste zich meer en meer dingen te herinneren van de avond van de moord, nadat Stefano haar genas van de junglegekte, een ziekte die ze had opgedaan nadat Kristen haar per ongeluk ingespoten had met het virus. Er kwam een proces en Mickey probeerde haar te overtuigen om ontoerekeningsvatbaar te pleiten, maar dat weigerde Laura. Dan daagde Stefano op met Celeste en zij vertelde dat ze gezien had dat Laura op Kristen had geschoten en dat Kristen neer viel, maar toen Laura weg was stond ze gewoon weer recht. Laura werd wel veroordeeld voor poging tot moord en moest opnieuw opgenomen worden in een psychiatrische inrichting. Marlena gebruikte haar connecties echter en zorgde ervoor dat Laura thuis mocht blijven op voorwaarde dat ze in therapie ging. Laura was ontroerd door het gebaar van Marlena en ze werden opnieuw vriendinnen.
Later kwam aan het licht dat het niet Kristen was die dood was maar wel Penelope Kent, een vierlingzus van Susan, die een evenbeeld was van Kristen. Edmund Crumb had haar vermoord toen hij dacht dat ze Kristen was.
Na dit verdween Laura’s personage naar de achtergrond. Jack en Jennifer vertrokken in de zomer van 1998 naar Afrika voor een tijd. Laura was nog enkele keren te zien toen haar zoon Mike gestalkt werd door Ali McIntyre. Na het huwelijk van John en Marlena verdween Laura. Er werd geen reden gegeven waarom ze niet meer te zien was en of ze nog wel in Salem verbleef, Mike was inmiddels naar Israël verhuisd.
In 2003 dook Laura opnieuw kort op in Salem voor het huwelijk van Jack en Jennifer. Zeven jaar later kwam ze opnieuw, deze keer met haar ex-man Bill omdat Alice Horton stervende was. Ze werd verenigd met haar dochter Jennifer en zoon Mike die ook naar Salem kwamen.